# Vicente Cerna Sandoval
Pour les articles homonymes, voir Sandoval.
 (décembre 2023).
Si vous disposez d'ouvrages ou d'articles de référence ou si vous connaissez des sites web de qualité traitant du thème abordé ici, merci de compléter l'article en donnant les références utiles à sa vérifiabilité et en les liant à la section « Notes et références ».
Vicente Cerna Sandoval, né le 22 janvier 1815 à Ipala et mort le 27 juin 1885 à Guatemala, est un militaire et homme d'État guatémaltèque, président du Guatemala de 1865 à 1871.

## Biographie
Le maréchal Cerna est originaire de Chiquimula. Il nait dans la ville d'Ipala, où il exerce les fonctions de procureur et de magistrat. Il est un coreligionnaire de Rafael Carrera et est un officier de son armée avec des résultats satisfaisants. Il participe activement à la bataille de La Arada en tant que colonel, commandant une faction de l'armée conservatrice du Guatemala lorsqu'il est maire de Chiquimula en 1851.  Plus tard, il est parmi les signataires de l'acte déclarant Carrera comme président à vie du Guatemala en 1854. Sa place élevée dans la hiérarchie au sein du gouvernement conservateur guatémaltèque lui permet d'aspirer au poste de président après la mort de Carrera en 1865.

## Bataille de l’Arada
Le dirigeant salvadorien Doroteo Vasconcelos accorde l’asile aux libéraux guatémaltèques, après leurs défaites face à Rafael Carrera. Parmi eux se trouve José Francisco Barrundia- principal opposant de Carrera - qui a fondé un journal très critique au gouvernement conservateur. Vasconcelos soutient la faction rebelle "La Montaña" dans l'est du Guatemala pendant une année entière, distribuant de l'argent et des armes aux rebelles. À la fin de l'année 1850, Vasconcelos se lasse de cette lente guerre sans réel succès contre le Guatemala et décide d'agir ouvertement. Ainsi, le président salvadorien entame une croisade contre le régime conservateur du Guatemala, invitant le Honduras et le Nicaragua à se joindre à son combat. Mais des deux gouvernements, seul le Hondurien, présidé par Juan Lindo accepte de participer à l'invasion. 
Pendant ce temps, au Guatemala, où les plans d'invasion sont bien connus, le président Paredes prend les dispositions nécessaires pour faire face à la situation, tandis que l'archevêque Francisco de Paula García Peláez ordonne des appels à la paix dans son archidiocèse. 
Le 4 janvier 1851, les présidents du Honduras et du Salvador se réunissent à Ocotepeque, ville du Honduras, afin de sceller l'alliance contre le Guatemala. L'armée salvadorienne est composée de quatre mille hommes avec des munitions et un soutien d'artillerie parfaits; les Honduriens, pour leur part, ont regroupé deux mille hommes pour la campagne. La majeure partie des forces alliées se trouvaient à Metapán, au Salvador, car c'est une localité proche du Honduras et de la frontière guatémaltèque. 
La « bataille de l’Arada », où Cerna y Cerna - alors Corregidor de Chiquimula - joue un rôle de premier plan à la tête d'un des bataillons du Guatemala, a lieu le 2 février 1851 près de la ville de Chiquimula au Guatemala. La bataille est une menace sérieuse pour la souveraineté du pays en tant que république. La stratégie utilisée par le commandant général du Guatemala, Rafael Carrera aboutit à une victoire écrasante de ses troupes, avec 125 victimes entre morts et blessés, contre plus de 1500 victimes chez l'ennemi.
Après la bataille de l'Arada , le 22 octobre 1851, le président Paredes démissionne; l'Assemblée nationale nomme Carrera pour le remplacer. Il prend possession de la présidence le 6 novembre 1851 après avoir demandé aux représentants de modifier la Constitution de la République à sa convenance. 

## Campagne contre Gerardo Barrios
En 1863, le général hondurien José María Medina Castejón, avec son haut commandement composé parmi d'autres officiers par le général Florencio Xatruch et le lieutenant-colonel Juan Antonio Medina Orellana, s'entretiennent avec le général Rafael Carrera. Un accord est trouvé pour former une armée composée de Honduriens, de Salvadoriens et de Guatémaltèques. Elle est commandée par le général de brigade Vicente Cerna y Cerna. Cette armée envahit le Honduras, prenant Cucuyagua le 10 juin puis "Los Llanos" de Santa Rosa le 15 juin, Enfin, ils marchent vers la capitale Comayagua afin de destituer le président par intérim José Francisco Montes Fonseca. Les troupes gouvernementales honduriennes mettent le feu à la ville avant de s'enfuir en voyant que l'armée de Cerna les surpassait. 

## Gouvernement
Le 14 avril 1865, le général Rafael Carrera meurt et l'assemblée se réunit le 3 mai pour élire l'homme qui devait le remplacer à la présidence de la République, le maréchal Cerna est désigné alors qu’il est toujours le maire de Chiquimula.

## Les élections présidentielles de 1869
Finalement, des élections sont organisées en janvier 1869. Ces élections opposent le conservateur Cerna au libéral Zavala. Malgré de fortes suspicion de fraude, Cerna est reconduit à la présidence.

## Type de gouvernement
Parmi les réalisations de son mandat figurent l'introduction du télégraphe , l'étude des lignes de chemin de fer et la construction du port de San José sur le Pacifique . Cependant, il n'a pas été en mesure de prévoir la transition de l'exportation de l'indigo vers celle du café, maintenant le pays dans un état de féodalité, comme le disait l’écrivain et diplomate Miguel Angel Asturias dans son livre Hombre de maiz. .
Cependant son style de gouvernement autoritaire et répressif attise l'opposition libérale. On peut mettre en avant le soulèvement réprimé de Serapio Cruz en 1867 et sa réélection en janvier 1869, qui provoque des manifestations menées par Luis Rubio. Sérapio Cruz et Justo Rufino Barrios se soulèvent mais sont vaincus le 1er janvier 1870, après quoi Cruz est décapité et sa tête exposée publiquement et transportée dans un panier.
Des auteurs libéraux comme Alfonso Enrique Barrientos  décrivent le gouvernement du maréchal Cerna comme suit:
«Un gouvernement conservateur et rétrograde, mal organisé et moins bien intentionné, a piloté le pays, centralisant les pouvoirs dans les mains de Vicente Cerna, une militien ambitieux qui, non contente d'avoir le grade de général, s'était promu maréchal, même si ce grade n'existait pas et n'existe pas dans l'organisation militaire guatémaltèque. Le maréchal se faisait appeler président de la République , mais en réalité il était le contremaître d'un peuple opprimé et humilié, flatteur et lâche qui n'avait même pas osé dire au dictateur de se retirer de la présidence le menaçant de révolution. »
Compte tenu de ces déclarations, quelques observations sont nécessaires:
1.   Par gouvernement conservateur, rétrograde et mal organisé, Barrientos signifie qu'il n'y avait pas de séparation entre l'Église et l'État puisque le gouvernement conservateur était fortement lié au pouvoir des ordres réguliers de l' Église catholique , qui figuraient alors parmi les principaux propriétaires terriens du Guatemala. L'étroite relation entre l'État et l'Église au Guatemala avait été ratifiée par le Concordat de 1852 , qui était en vigueur jusqu'à la chute de Cerna. 
2.   Le peuple opprimé et vexé: il s'agit ici des libéraux, qui n'avaient pas osé se lever pendant le gouvernement Carrera (1840-1865) car même des généraux libéraux comme Serapio Cruz avaient compris que le pouvoir politique et militaire de Carrera était considérable et pratiquement invincible, et ils combattirent même sous son commandement. Les libéraux ont attendu la mort de Carrera pour se lever et diriger contre Cerna toute l'amertume qu'ils contenaient jusque-là.
3.   Le grade de maréchal existait à l'époque dans l'armée guatémaltèque: après l'invasion du Salvador, les officiers Serapio Cruz et José Víctor Zavala furent promus maréchaux.
Sous son gouvernement, les membres du Parti libéral qui dirigeaient l'opposition, parmi lesquels se trouvaient les initiateurs de la révolution libérale de 1871, furent persécutés et punis de prison et d'exil .  A cette époque, l'intellectuel du Honduras Ramón Rosa vécut au Guatemala où il commença à éditer le journal El Centroamericano , qui était d'esprit libéral et fermement hostile au gouvernement conservateur de Cerna.
Enfin, le président mexicain Benito Juarez envoie des renforts et des armes modernes stationnées au Chiapas au Guatemala, commandées par Miguel García Granados et Justo Rufino Barrios. Après deux défaites dévastatrices le 23 juin à Totonicapán et le 28 juin à San Lucas Sacatepequez, Cerna quitte la présidence du pays le 28 juin 1871. Il s'enfuit au Salvador, où ses amis lui prêtent de l'argent, car il avait très peu d'actifs. Cela confirme le zèle avec lequel il protégeait les actifs du trésor public, ce qui est reconnu même par les écrivains libéraux, comme Federico Hernández de León.

## Mort
Après sa mort le 28 juin 1885, le maréchal Cerna est enterré au cimetière général de la ville de Guatemala.